# Mezquita central de Sabanci
La mezquita central de Sabanci (en turco: Sabancı Merkez Camii) en Adana es la mezquita más grande de Turquía. El exterior de la mezquita, y su decoración interior, son similares a los de la mezquita de Selimiye, en Edirne, aunque tiene seis minaretes, como la mezquita del sultán Ahmed (mezquita Azul) en Istanbul.
La mezquita, que entró en servicio en 1998, fue construida sobre un cementerio armenio confiscado. Está construida sobre un terreno de 52 600 m² y tiene una superficie construida cerrada de 6600 m².
Fue construida conjuntamente por la Fundación Religiosa Turca y la Fundación Sabanci. El propietario de la mezquita pertenece a la Fundación de Asuntos Religiosos de Adana y sus derechos de uso se han transferido a la Oficina Provincial de Adana de Mufti.

## Arquitectura

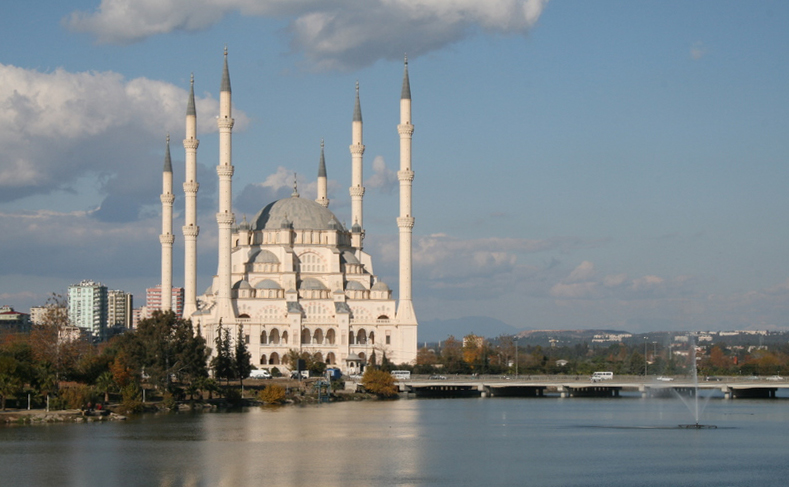
Vista desde el río Seyhan

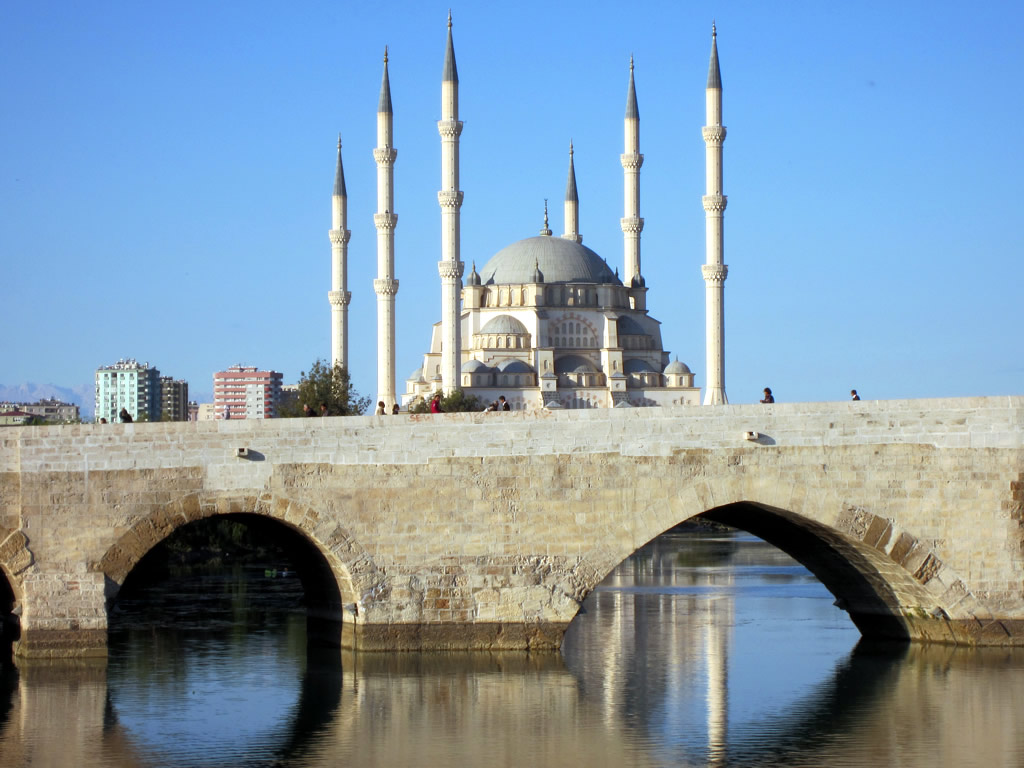
La moderna mezquita se eleva por encima del antiguo puente romano

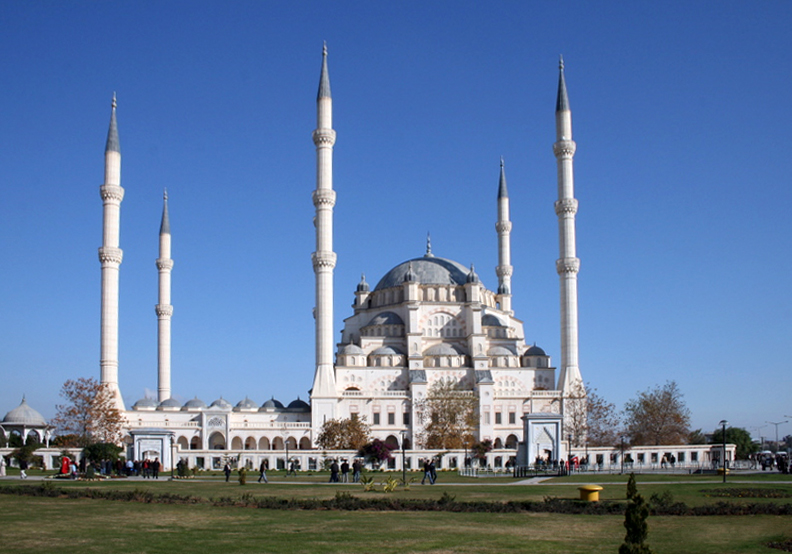
Vista desde el río Seyhan

La mezquita Central de Sabanci se levanta en las orillas del río Seyhan, en la intersección de varias arterias principales, líneas de ferrocarril y carreteras que conectan Adana con las ciudades y pueblos de los alrededores. Tiene una estructura majestuosa y con sus 6 altos minaretes, visibles desde casi cualquier punto de la ciudad,  casi se ha convertido ya en su símbolo. La Mezquita, que tiene capacidad para ofrecer servicio a 28.500 fieles, es famosa por ser una de las mayores mezquitas de los Balcanes y Oriente Medio.
Tiene ocho columnas que soportan la cúpula principal, de un diámetro de 32 m y una altura exterior de 54 m sobre el nivel del suelo. Los minaretes se han construido con hormigón armado visto, realizado con una mezcla de cemento blanco y de piedra triturada de color marfil: los cuatro adyacentes al edificio principal, tienen 99 m de altura y los otros dos, dispuestos en el porche semicerrado, tiene 75 m. La mezquita dispone de todas las instalaciones complementarias de su uso, 4 aulas, 10 habitaciones itikaf, salas del imán y del muecín, salas de discusión y fuente.
Todos los trabajos de caligrafía de la mezquita son obra del calígrafo Huseyin Kutlu. Los azulejos se han realizado siguiendo la técnica de los azulejos Iznik. Los cuatro grandes paneles que enfrenta la qibla son los paneles de mezquita más grandes del mundo. La pintura de los azulejos y los motivos son del arquitecto Nakkas M. Semih Irtes. El nicho, el minrab, la plataforma, la entrada y varias puertas están hechas de mármol y fueron diseñadas y construidas por Nihat Kartal según el estilo de las mezquitas otomanas clásicas. Las puertas de madera fueron construidas en el estilo "kundekari" por Ahmet Yılçay; todos los vitrales son obra por Abdülkadir Aydin y las muaarnas de Ali Turan.
Los proyectos de iluminación interna y externa, y los sistemas de sonido interno pertenecen a Philips. Cuenta además con un sistema de radio central —construido en el minarete (con ascensor) y realizado por Aselsan— que el permite que los sermones estén a disposición de 275 mezquitas ubicadas en un área de 60 km de diámetro. En el lado oeste de la mezquita, como un anexo separado, hay una biblioteca clásica y digital, abierta a los investigadores y el público general. 
En días religiosos especiales se ofrecen en la Fuente Sebil sorbetes de miel.

## Galería de imágenes

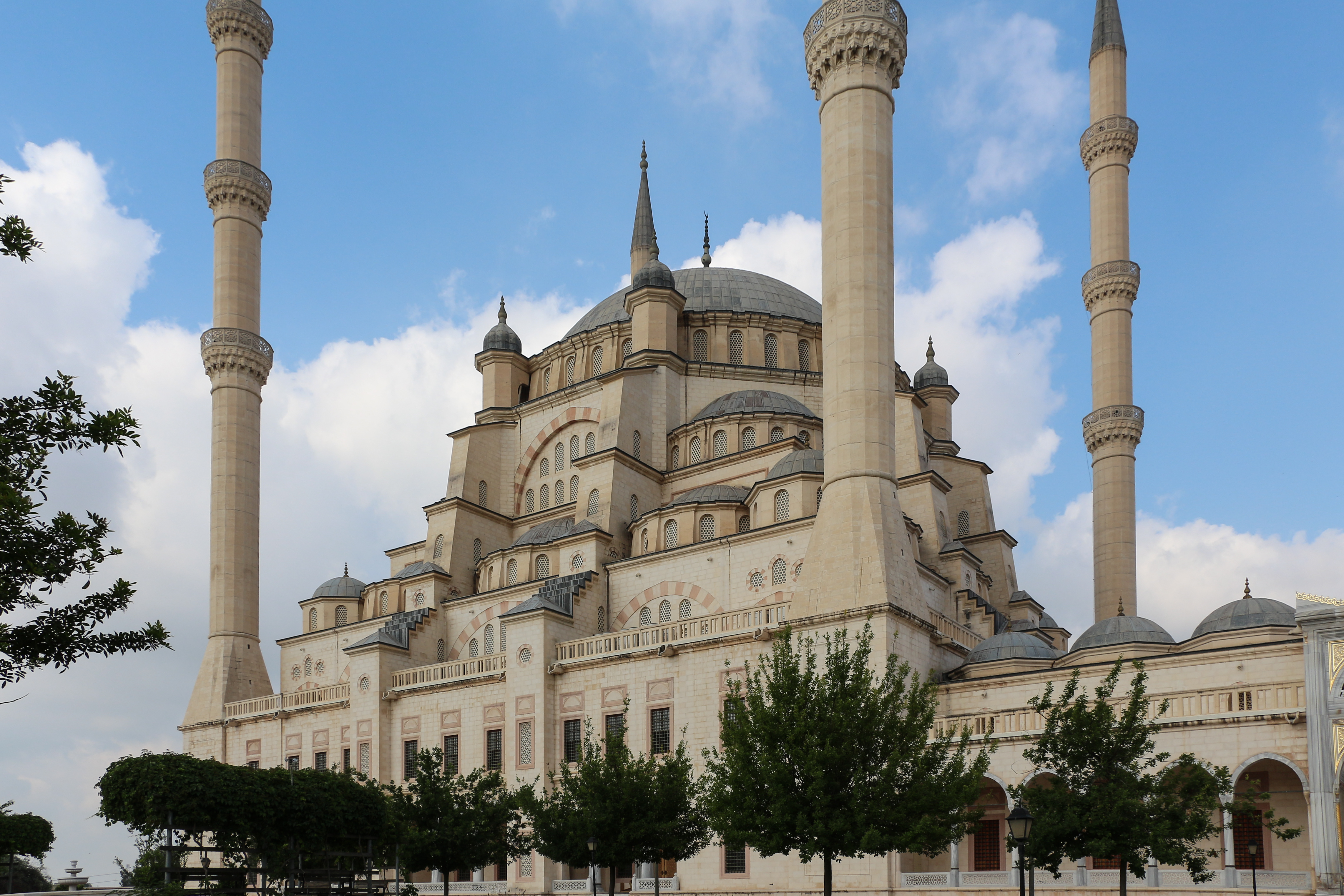
Vista de las cúpulas
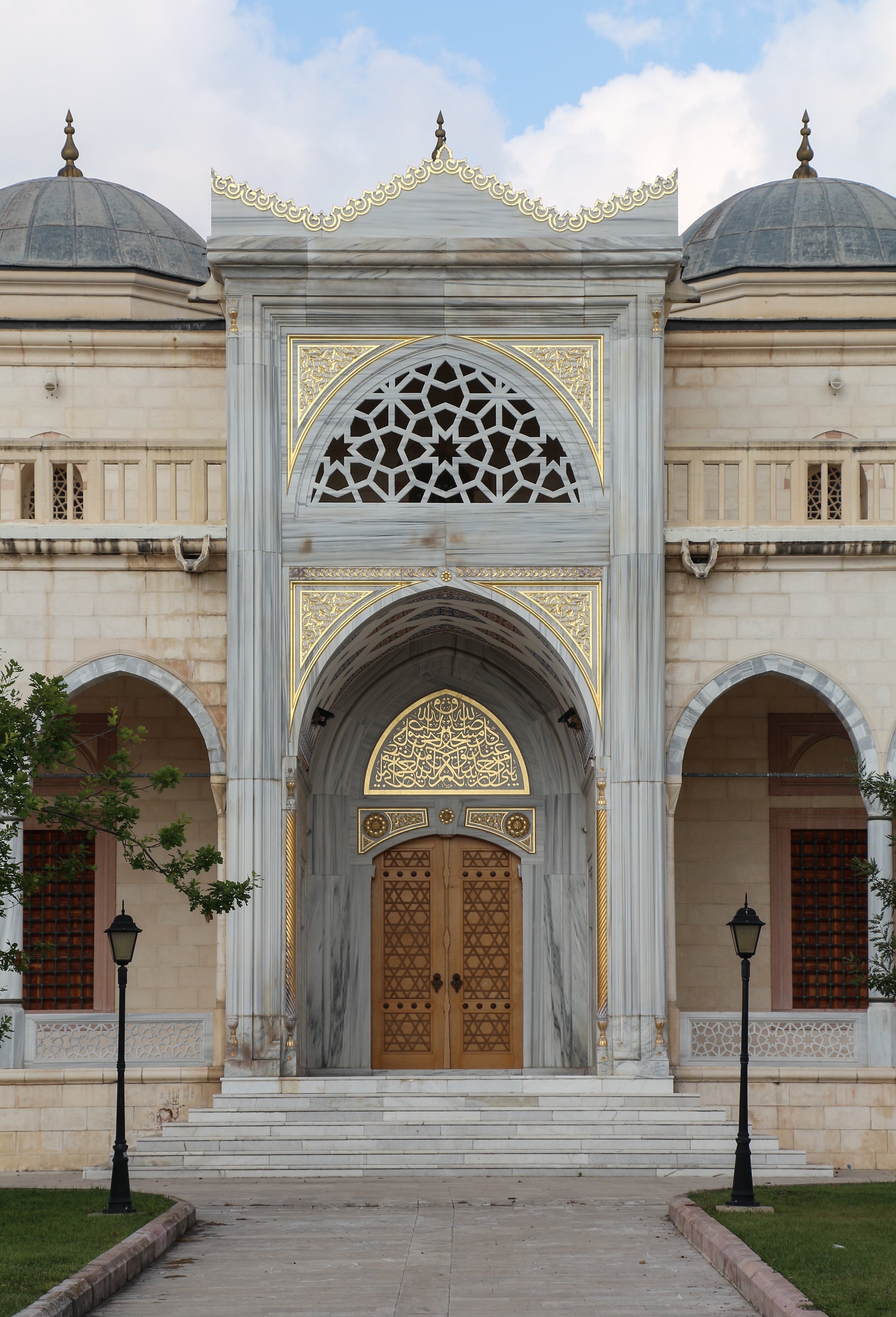
Una puerta de la mezquita
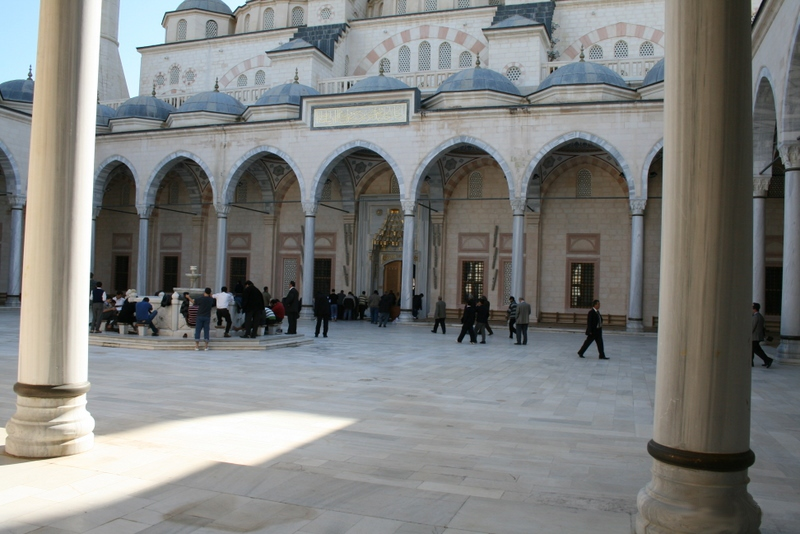
Sala interior
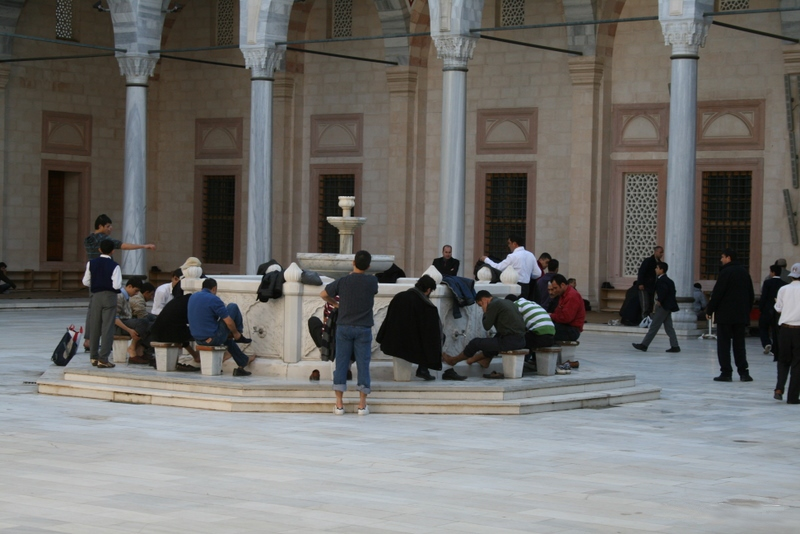
Plaza de la Ablución
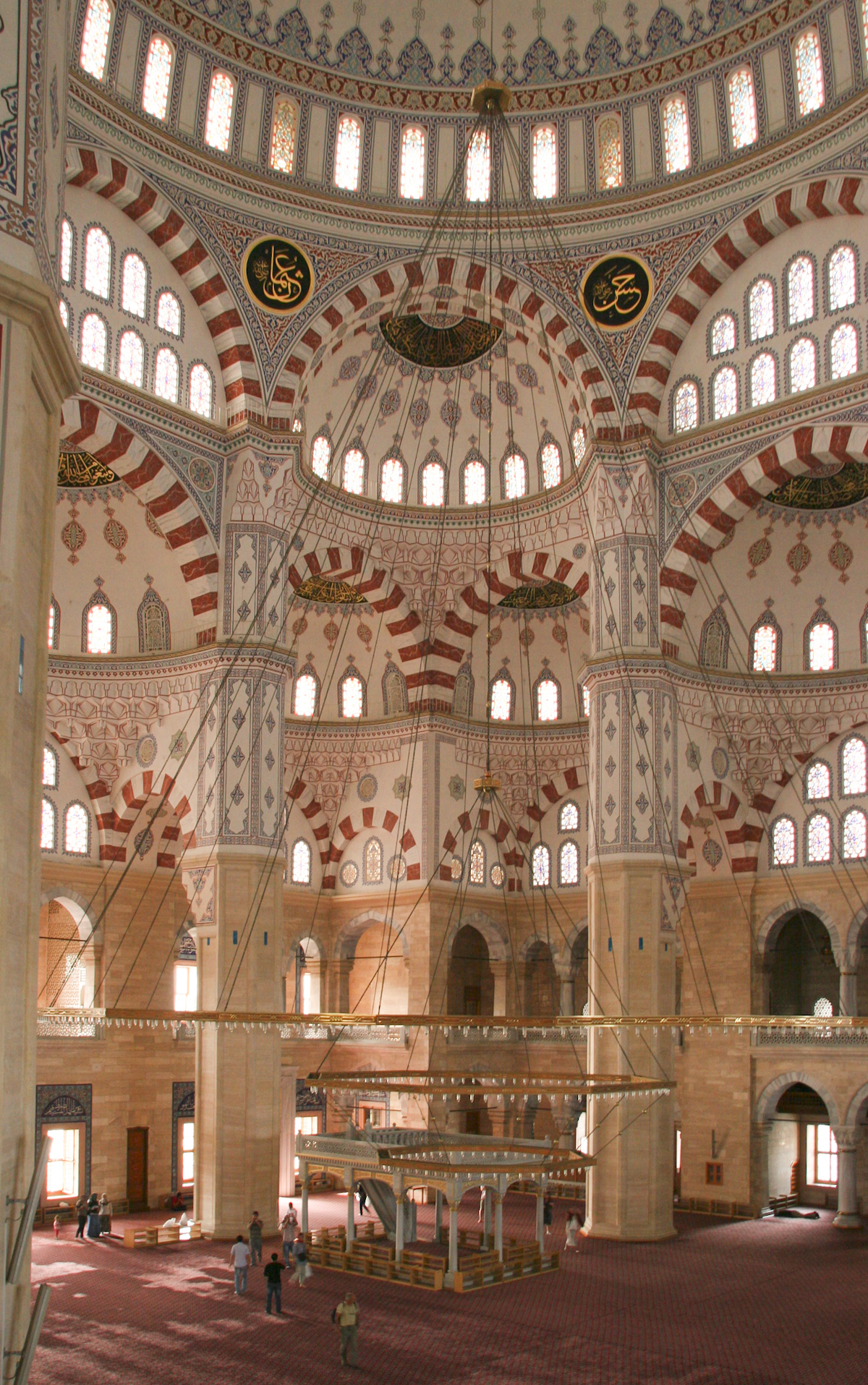
Interior
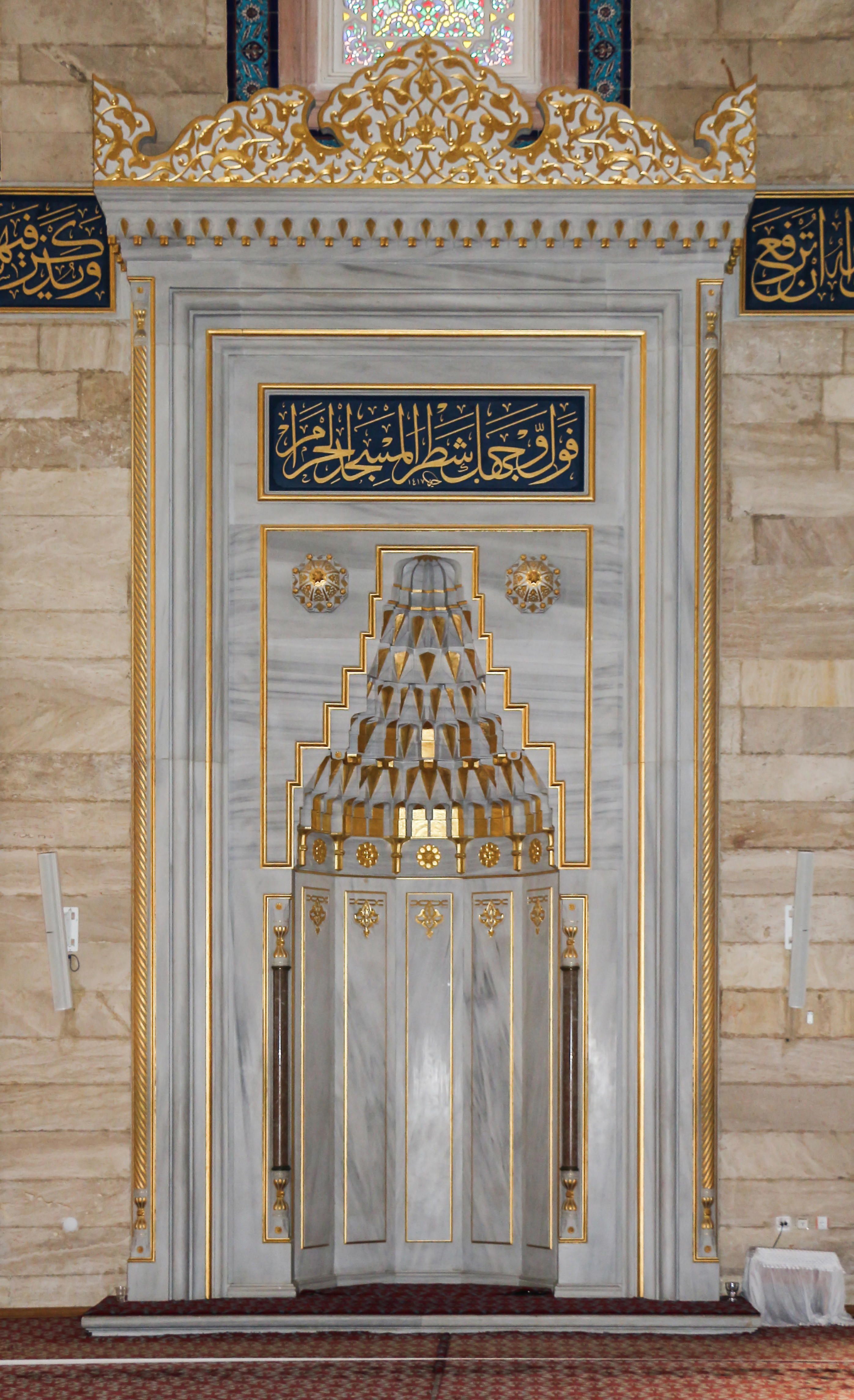
Mihrab